# Anastasia Ailamaki
Anastasia Ailamaki (ur. 1969 na Cyprze) – grecka profesor informatyki zajmująca się problematyką baz danych.

## Wykształcenie
- 1990 – licencjat – Uniwersytet w Patras, Grecja
- 1993 – magisterium – Politechnika Kreteńska, Kreta, Grecja
- 1996 – magisterium – University of Rochester, Rochester, USA
- 2000 – doktorat – University of Wisconsin-Madison, Madison, USA

## Kariera naukowa
W latach 2001–2011 otrzymała 7 nagród Best Paper za najlepsze prace naukowe, a w 2007 nagrodę Young Investigator Award przyznaną przez European Science Foundation. Jest członkiem Institute of Electrical and Electronics Engineers i wiceprzewodniczącą SIGMOD, grupy zajmującej się zarządzaniem danymi, Association for Computing Machinery. Była adiunktem w Carnegie Mellon School of Computer Science w Pittsburghu, USA. W 2005 otrzymała stypendium naukowe Alfreda P. Sloana. Od 2008 jest kierownikiem laboratorium DIAS (Data-Intensive Applications and Systems) na Politechnice Federalnej w Lozannie w Szwajcarii. Od 2015 członek Association for Computing Machinery.